# Gasturbinenkraftwerk Brunsbüttel
Das Gasturbinenkraftwerk Brunsbüttel war ein Gasturbinenkraftwerk des Betreibers Vattenfall Europe in Brunsbüttel, Schleswig-Holstein.
Das Kraftwerk besteht aus vier heizöl-gefeuerten Gasturbinen des Herstellers Brown Boveri (später ABB, heute Alstom) vom Typ GT13B mit einer Leistung von je 64 MW, die im Open Cycle (d. h. ohne Abhitzekessel) betrieben werden. Je zwei Gasturbinen sind auf einen Abgaskamin geschaltet.
Das Kraftwerk diente der Absicherung der Notstromversorgung des benachbarten Kernkraftwerks Brunsbüttel (KKB) in Ergänzung zu dessen Notstromdieselaggregaten, insbesondere für den Schwarzstart des Kernkraftwerkes bei Netzausfall. Daneben konnten die Gasturbinen auch zur Deckung von Lastspitzen im Stromnetz verwendet werden. Der Anschluss an das Übertragungsnetz von 50Hertz Transmission erfolgte auf der 380-kV-Ebene über die Schaltanlage Brunsbüttel.
Das Kraftwerk wurde am 1. April 2017 stillgelegt.